# 山内寧々
山内 寧々（やまうち ねね、2005年9月21日 - ）は日本のモデル。埼玉県出身。2021年末までの所属はライジングプロダクション。

## 略歴
第4回ニコ☆プチモデルオーディションでニコ☆プチ専属モデルとなり、「pom ponette junior」イメージモデルも務める。
ライジングプロダクションに所属し、同社が運営する原宿駅前ステージで行われる公演に参加したこともある。

### 2015年
- 12月22日、小学校4年生時に『第4回ニコ☆プチモデルオーディション』にてグランプリを受賞。2016年2月号より同誌専属モデルとしてデビューを果たす。[2][4]

### 2016年
- 12月22日、小学校5年生時に『ニコ☆プチ』（新潮社）2017年2月号にて。高田凛、林芽亜里と共に初表紙を飾る。

### 2017年
- 8月11日、小学校6年生時に原宿駅前ステージ（公演）に出演[3]。

### 2019年
- 1月27日、中学校1年生時に第6回「日本制服アワード」女子グランプリを受賞[5][6][7][8][9][10][11]。
- 4月22日、『ニコ☆プチ』6月号にて、阿部ここは、林芽亜里、琴楓、田中杏奈、藤村木音、中村紗亜也と共に2度目の表紙を飾り、プチ㋲を卒業した。
- 4月28日(日曜日)、東京・有明TFTホールにて開催された『プチ☆コレ9』をもって、『ニコ☆プチ』専属モデルを卒業した。

## 人物
- 趣味はダンスを踊ることと写真撮影[1]。
- タピオカジュース、チョコレートなど甘いものが好き[1]。
- 東京ガールズコレクションなどの大きなステージに立てるモデルを目指している[5][2]。
- あこがれの芸能人は中条あやみ、藤田ニコル、所属するライジングプロダクションの先輩岩崎春果[9]。

## 出演

### 雑誌
- ニコ☆プチ（2016年2月号 - 2019年6月号、新潮社） - 専属モデル

### テレビ
- 採用!フリップNEWS（2017年1月17日、中京テレビ）コカドケンタロウよりテレビ番組初取材を受ける[12]。
- DA DA ダンス（2018年8月28日、9月4日、フジテレビ）平塚日菜（原宿駅前パーティーズ ふわふわ）と山内寧々が娘役で出演[13]。

### ネット番組
- 原宿駅前ステージ（2017年8月10日、AbemaTV）[3]

## イメージモデル
- 「pom ponette junior」イメージモデル（2017年- ナルミヤ・インターナショナル）[1]
- 「CONOMi」イメージモデル（2019年、CONOMiコーポレーション）[11]

### イベント
- 第6回「日本制服アワード」授賞式（2019年1月27日、ベルエポック美容専門学校）[11]